# Helen Tamiris
Helen Tamiris (nata Helen Becker; New York, 24 aprile 1905 – New York, 4 agosto 1966) è stata una coreografa, ballerina e insegnante statunitense.

## Biografia

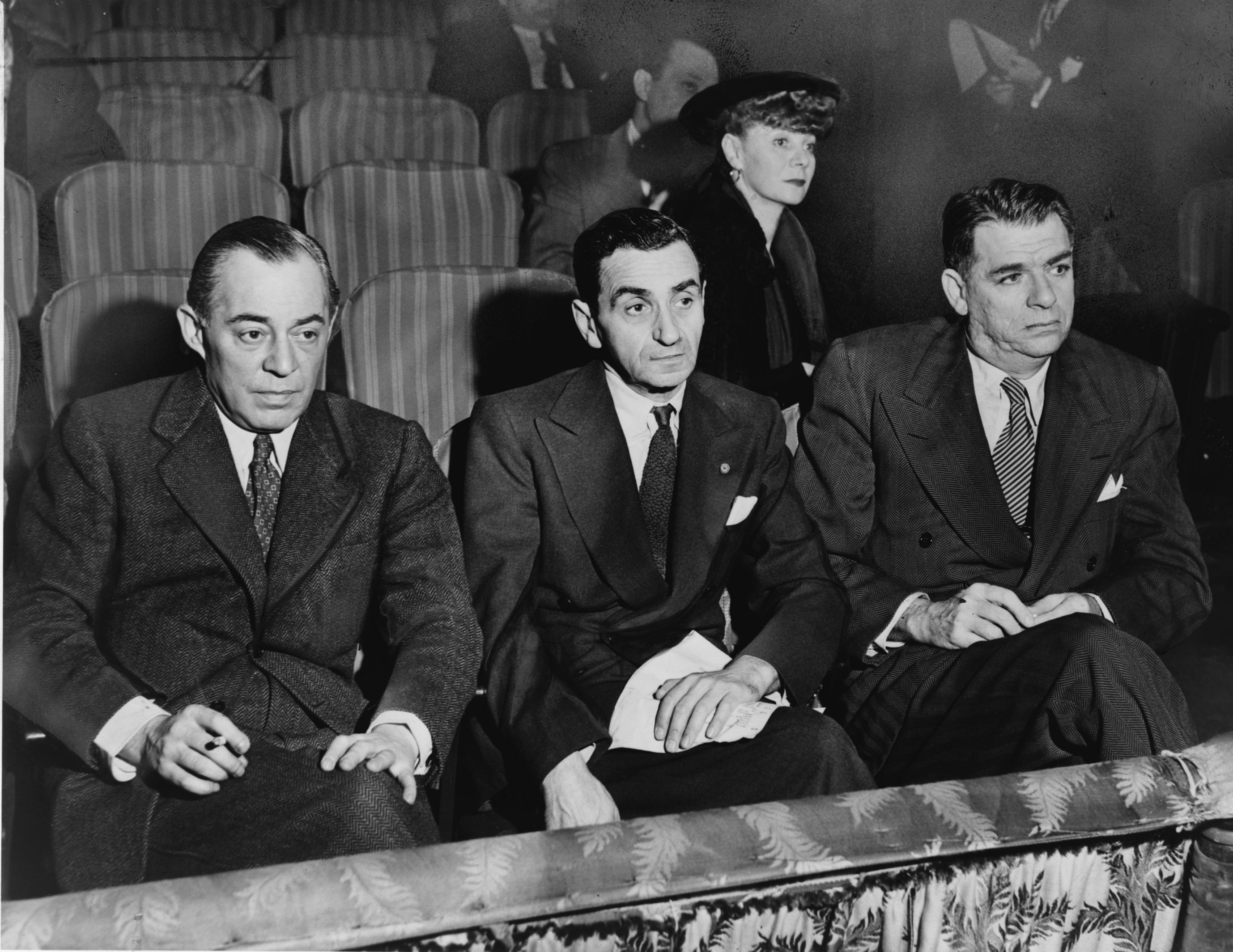
A Berlino, Helen Tamiris (in secondo piano), con Richard Rodgers, primo a sinistra, Irving Berlin, al centro e Oscar Hammerstein II, terzo a destra, mentre assistono alle audizioni sul palco del St. James Theatre nel 1948

Helen Tamiris nacque a New York City il 23 aprile 1905. È stata una coreografa nota per le opere a tema americano. Originariamente si formò nel balletto e nel teatro/commedia musicale. Trascorse del tempo a studiare i movimenti liberi presso l'Henry Street Settlement. Ballò per tre stagioni con il Metropolitan Opera Ballet e la Bracale Opera Company prima di studiare brevemente con Michel Fokine e con un discepolo di Isadora Duncan. Nel 1927 fece la sua prima come ballerina moderna solista  e due anni dopo formò la propria scuola e compagnia. Non solo si preoccupava di stabilire la danza moderna come una forma d'arte praticabile, ma voleva anche portare la danza ad un pubblico più ampio.
La Tamiris era sposata con il ballerino e coreografo moderno Daniel Nagrin che scrisse il libro How to Dance Forever: Surviving Against the Odds. Tamiris e Nagrin diressero la compagnia di danza Tamiris-Nagrin.
Gran parte delle sue opere conosciute trattano temi sociali come il razzismo e la guerra. È meglio conosciuta per la sua suite di danze chiamata Negro Spirituals, creata tra il 1928 e il 1942. Ha coreografato otto Negro Spirituals. Questi Negro Spirituals protestavano contro i pregiudizi e le discriminazioni contro gli afroamericani in America. How Long Brethren? (1937) fu danzato con canzoni di protesta dei negri. Questa fu una produzione del Federal Dance Project della Works Progress Administration (WPA) che esplorava i problemi che affliggevano gli afro-americani (era la prima volta che i fondi federali venivano utilizzati in una creazione di danza americana). Altri ballerini e coreografi che hanno partecipato al Federal Dance Project sono stati Katherine Dunham, Doris Humphrey, Ruth Page, and Charles Weidman. How Long Brethren? vinse il primo premio di Dance Magazine per la coreografia di gruppo.
Tamiris fu attiva nell'organizzare i giovani artisti attraverso la Concert Dancers League, il Dance Repertory Theatre, con i contributi di Martha Graham, Doris Humphrey e Charles Weidman, la Dancers Emergency Association e l'American Dance Association. Ha anche svolto un ruolo fondamentale nello stabilire il Federal Dance Project sotto la WPA. Più tardi divenne direttore del Federal Theater Project sotto la WPA. Durante la depressione aiutò molti ballerini a trovare lavoro e opportunità di carriera.
Helen Tamiris era ebrea ed ha coreografato alcuni pezzi con temi che riflettevano la sua eredità in questo senso, come Memoir (1959) e Women's Song (1960).
Helen era anche conosciuta per il suo contributo al teatro musicale. Durante un periodo in cui le opportunità di lavoro per i ballerini erano iniziate a diminuire, un certo numero di coreografi di danza classica e moderna, tra cui la Tamiris, iniziarono a lavorare nel teatro musicale, nelle commedie musicali e nei film. la Tamiris è stata tra i coreografi che hanno vinto premi per il loro teatro musicale come coreografo. Tamiris ha vinto un Antoinette Perry Award (Tony) per la migliore coreografia in Touch and Go (1949). La sua altra coreografia di teatro musicale comprende Adelante (1939), Annie Get Your Gun (1946), Up in Central Park (1947), Flahooley (1951), Carnival in Flanders (1953), Fanny (1954) e Plain and Fancy (1955) ).
Tamiris credeva che ogni danza doveva creare i propri mezzi espressivi e come tale non sviluppava uno stile o una tecnica individuale. È stata una dei primi coreografi a utilizzare la musica jazz e spiritual per esplorare temi sociali attraverso la danza. Tamiris ha anche realizzato lavori basati su temi americani che operano nella danza da concerto (tra cui Walt Whitman Suite e Salut au Monde).

## Opere selezionate
Danza moderna
- Dance Moods (1927)
- Prize Fight Studies (1928)
- Negro Spirituals (1928 bis 1942)
- Salut au Monde (1936)
- How Long Brethren? (1937)
- Trojan Incident (1938)

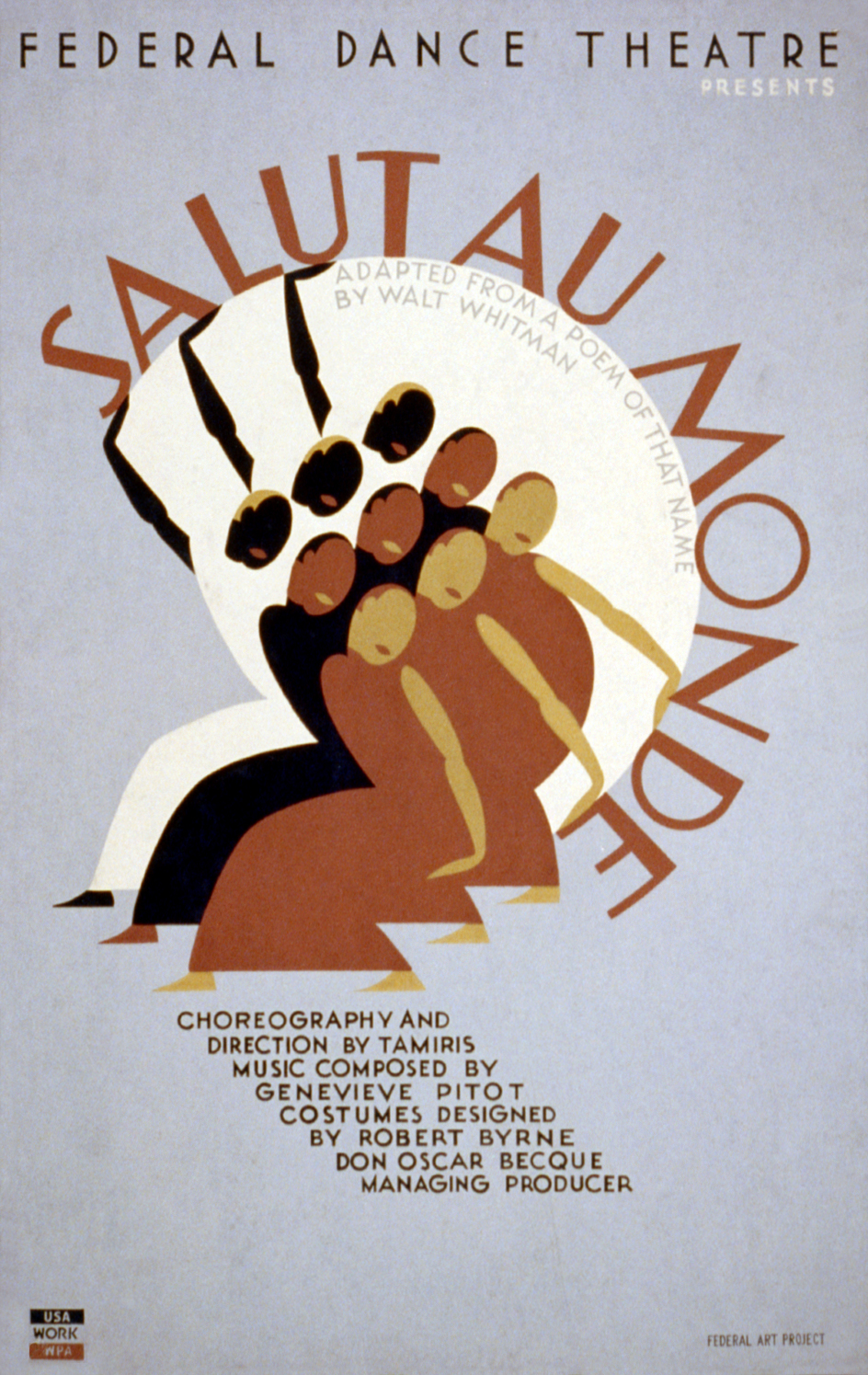
Salut au Monde (1936) è stato un originale balletto drammatico di Helen Tamiris per il Federal Dance Theatre, una divisione del Federal Theatre Project

- Adelante! (1939, dopo un motivo della Guerra civile spagnola)
- Dances of Walt Whitman (1958)
- Memoir (1959)
- Women’s Song (1960)

Coreografie per musical
- Annie Get Your Gun (1946)
- Touch and Go (1949)
- Up in Central Park (1947)
- Flahooley (1951)
- Carnival in Flanders (1953)
- Fanny (1954)
- Plain and Fancy (1955)